# Застухов, Виталий Сергеевич
Вита́лий Серге́евич Застухо́в (арм. Վիտալի Սերգեևիչ Զաստուխով; 27 июля 1947, Ереван — 17 ноября 2001, Ереван) — советский баскетболист, чемпион Европы (1969), призёр чемпионата мира (1970), чемпион Европы среди юниоров (1966). Мастер спорта СССР международного класса (1969). Рост — 177 см. Защитник.
Окончил Армянский университет.

## Биография
В 1965-68 гг. выступал за «Спартак» (Ереван), в 1969-71 гг. — за «Динамо» (Москва), в 1972-77 гг. — за СКИФ (Ереван), с 1972 года — играющий тренер СКИФа.
В 1969—1970 годах входил в состав сборной СССР по баскетболу, в составе которой становился победителем чемпионата Европы 1969 года и бронзовым призёром чемпионата мира 1970 года.
Был заведующим методическим кабинетом кафедры спортигр Армянского института физической культуры, членом президиума Федерации баскетбола Армянской ССР.
Последние годы жизни проживал в США. Скончался в Ереване от болезни мозга.
В Армении проводится юношеский баскетбольный турнир памяти Виталия Застухова.